# Lupinus bandelierae
Lupinus bandelierae är en ärtväxtart som beskrevs av Charles Piper Smith. Lupinus bandelierae ingår i släktet lupiner, och familjen ärtväxter. Inga underarter finns listade i Catalogue of Life.